# Chadżymurad Gadżyjew
Chadżymurad Gadżyjew (ur. 12 października 2000) – azerski zapaśnik walczący w stylu wolnym. Zajął ósme miejsce na mistrzostwach świata w 2019. Piąty na mistrzostwach Europy w 2019. Brązowy medalista igrzysk europejskich w 2019. Drugi na MŚ U-23 w 2022. Mistrz świata i wicemistrz Europy juniorów w 2018. Trzeci na MŚ kadetów w 2017 i na ME w 2016 i 2017 roku.